# Cartonema baileyi
Cartonema baileyi är en himmelsblomsväxtart som beskrevs av Frederick Manson Bailey. Cartonema baileyi ingår i släktet Cartonema och familjen himmelsblomsväxter. Inga underarter finns listade.